# طبل

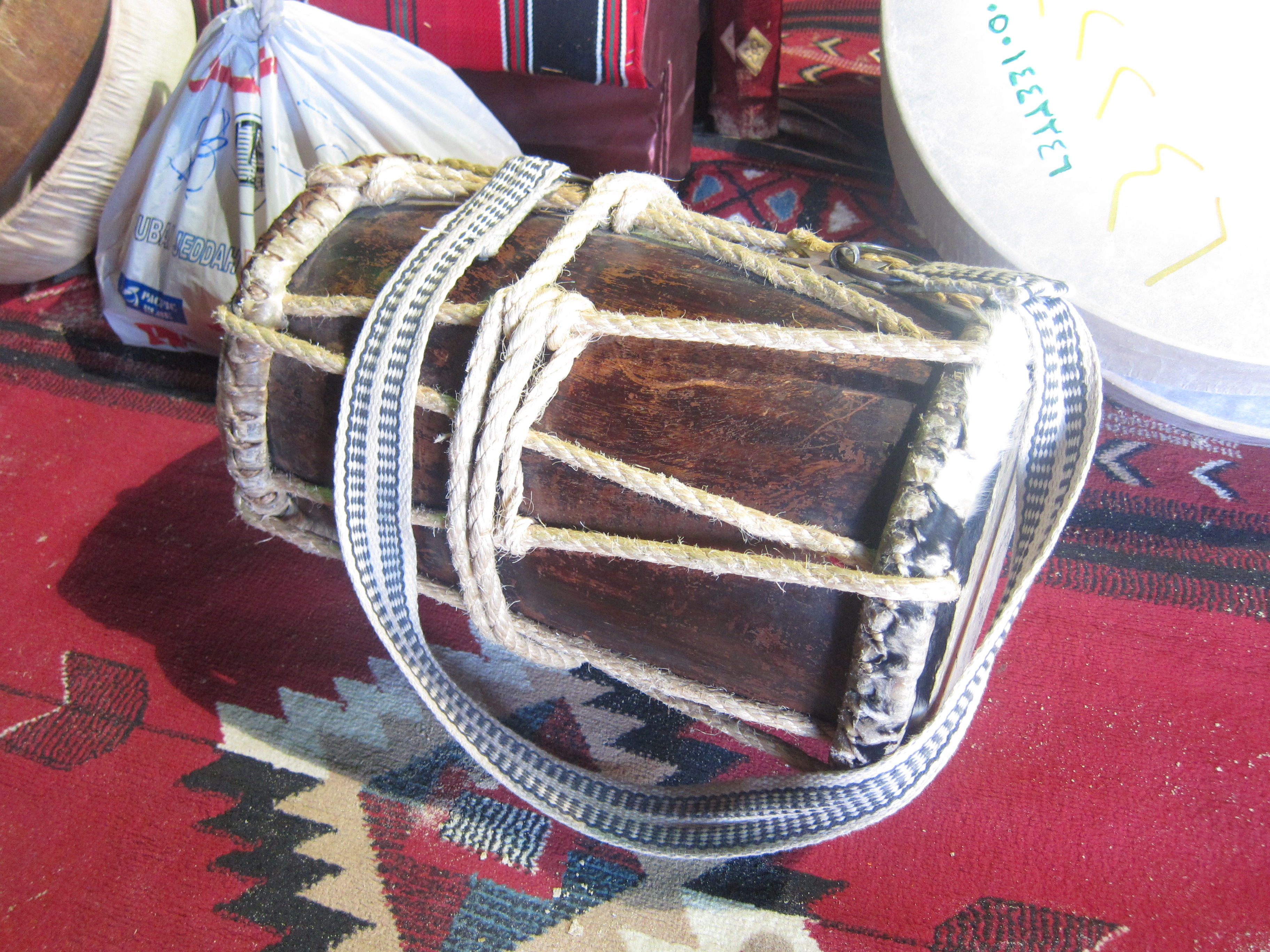
طبلة عربية.

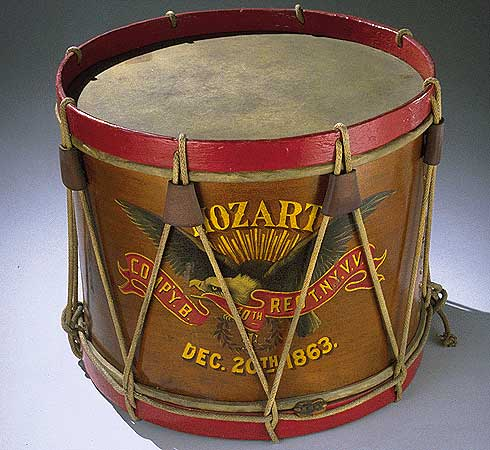
طبلة غربية

الطبل آلة موسيقية إيقاعية عالمية وقديمة العهد.
تصنع الطبل من الفخار أو المعدن ويكون على شكل إناء ضيق الوسط عند أحد طرفيه، ومتسع عند الطرف الآخر الذي يشد عليه الجلد الرقيق.

## تاريخ الطبلة

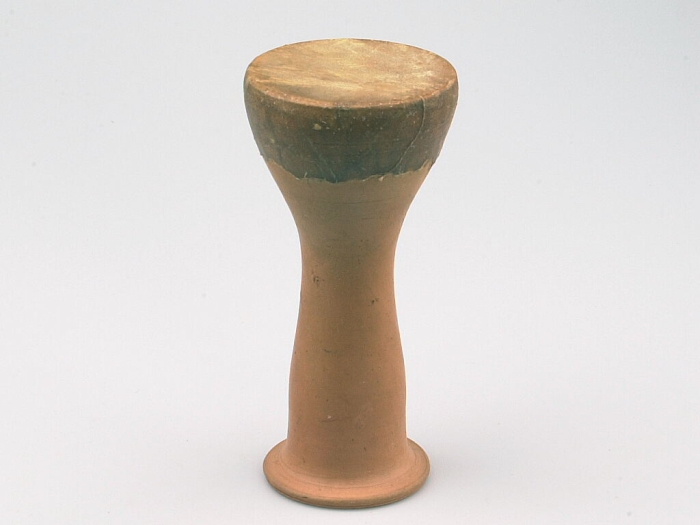
دربوكة

يعتبر الطبل آلة قديمة فهو معروف منذ عام 6000 قبل الميلاد وكان للطبل أو بعض أنواعه منزلة كبرى عند قدماء السومريين والبابليين في بيوت الحكمة وفي الهياكل الدينية وكان صوت الطبل الكبير بالاق يعني دعوة الآلهة لأن يفرض هيبته على سكان الأرض لكي يسمعوا صوته ويخشعوا لسماعه لأنه الملهم لسائر أعمال الخير والمبرات وكانوا يخصصون للطبل الكبير المقدس الذي لا يفارق الهيكل حارساً برتبة كاهن عظيم حتى أن لقب حارس الطبل المقدس كان يعتبر من أهم الألقاب أما اسم الطبل العادي فهو في اللغة السومرية القديمة أب بضم الهمزة وفي اللغة الأكادية السامية أوبو أو أبو وإذا أضيفت للاسم لفظة تور وتعني في اللغة السومرية صغير وأصبحت كلمة أوب تور أي الطبل الصغير أو الدربكة وكثيرا ما كان يضاف إلى اسم كلمة سو السومرية التي تعني جلد هذا إذا دخل الجلد إلى صناعة الطبل والبالاق طبل كبير مشدود عليه جلد من الجهتين ضيق الخصر وتبين الصور القديمة أنه كان يحمل على الكتف بواسطة حزام من الجلد
وكان لهذا الطبل الكبير أهمية كبرى في موسيقى الهيكل وفي الموسيقى المدنية والعسكرية على السواء وكان يصنع أحياناً من خشب الأرز الثمين تقديراً لقيمته ومن أنواع الآلات الإيقاعية أيضا طبل مصنوع من النحاس يسمى في اللغة السومرية القديمة دوب وقد تسربت هذه الكلمة مع الزمن إلى مختلف الأمم فقلبها الهنود إلى دودي أو بدبديكا وفي القوقاس طبل يدعى دوبدبي حتى في اللغة الهنغارية الحديثة يسمى الطبل دوب ومما تجدر ملاحظته أن كلمتي بالاق ودوب كانتا تستعملان بمعنى رمزي مطلق فتعنيان الندب والصوت الحزين مما يدل على الصلة الوثيقة بين الفن الموسيقي والشعور الإنساني منذ أقدم العصور
أما أكبر الطبول القديمة فهو ما كان يسميه السومريون آلا وقد يصل قطره أحيانا إلى مترين وكان يعلق بعامود أو يوضع على منصة ويقرع باليدين أو بالعصا وأحياناً يحمله رجل مختص بينما يحمله رجلان واحد من كل جهة ويرافقهما عازف البوق أو الناي وهذه الصورة وجدت في بقايا مدينة كركميش أي جرابلس السورية ومن أهم أنواع الطبول طبل يسمى ليليس وهو طبل يشد عليه جلد ثور من جهة واحدة وقد وصفت اللوحات التي وجدت في وركاء آريك في العراق طريقة صنع هذا الطبل البرونزي وتغطيته بجلد الثور ويشترطون في هذا الثور أن يكون لا عيب فيه ولم يعلق نير على رقبته وفي مراسم ذبحه أن تقام الصلوات ويرش بالماء المقدس وهنا يشترك الكهنة في وضع صور الآلهة ضمن الطبل ثم يحرق قلب الثور ويجفف جلده وينشر على الهيكل البرونزي للطبل ويعالج الجلد بالدقيق الناعم والخمر والدهن والطيب وبعد أسبوعين يعاد الاحتفال ويقرع الطبل للمرة الأولى في هيكل الآلهة العظام لكي يرفع إليهم أصوات الناس ضمن صوته العظيم ويثير في هؤلاء الشعور بالارتفاع نحو السمو والأعالي و في أغلب مناطق أفريقيا نجد أن الطبل يشكل الأداة الموسيقية الأكثر أهمية وانتشاراً ويستخدم في كافة الطقوس كما يستخدم لإرسال الإشارات لمسافات بعيدة يستخدم الطبل الآن في فرق الآلات النحاسية ويلعب دوراً أساسياً فيها.